# Italochrysa chloromelas
Italochrysa chloromelas is een insect uit de familie van de gaasvliegen (Chrysopidae), die tot de orde netvleugeligen (Neuroptera) behoort. 
Italochrysa chloromelas is voor het eerst wetenschappelijk beschreven door Girard in 1862.